# Pete Quaife
Pete Quaife (31 de dezembro de 1943 — 23 de junho de 2010) foi um músico britânico, mais conhecido como baixista da banda de rock The Kinks entre 1963 e 1969.
Morreu em junho de 2010, aos 66 anos.